# J'adore
J'adore is een parfum van het Franse modehuis Christian Dior, dat in de handel verkrijgbaar is sinds 1999. Het is ontworpen door Calice Becker en Ann Gottlieb. Het parfum bevat noten van ylang-ylang, Turkse roos, Arabische jasmijn, tuberoos, oranjebloesem, Tahitiaanse vanille en tonkaboon. Van dit parfum zijn tevens de geuren J'adore L'Eau, J'adore L'Absolu en J'adore In Joy afgeleid.
J'adore is verpakt in een opvallende flacon. Dit glazen flesje heeft de vorm van een amfora en is ontworpen door Hervé van der Straeten, die al eerder voor het modehuis had gewerkt. Een bijzonderheid aan dit flesje is dat de naam van het parfum er niet op staat. Soms wordt er een speciale editie van de flacon uitgebracht. In 2000 verschenen er 500 flesjes in kristal, ontworpen en gefabriceerd door Baccarat. Diezelfde kristalfabrikant produceerde in 2012 opnieuw een gelimiteerd aantal flesjes.
In 2010 nam J'adore de plaats in van Chanel No. 5 als meest verkochte parfum in Frankrijk. Dat jaar was het parfum daar goed voor een omzet van 43,77 miljoen.